# 杰马勒布尔县
杰马勒布尔（Jamalpur District）为孟加拉国迈门辛专区辖县，地处孟加拉国东北部。县境北与古里格拉姆县接壤，西与戈伊班达、博格拉、锡拉杰甘杰县毗连，南与坦盖尔、迈门辛县交界，东与谢尔布尔县、印度梅加拉亚邦相连。全县年平均降雨量2,174毫米，平均气温12°C（最低）至33.3°C（最高）。县域总面积2,031.98公里²，总人口2,089,366人（1991）。全县共分置7乡（乌帕齐拉），行政机构驻杰马勒布尔镇。